# Korciîn, Skole
Korciîn (în ucraineană Корчин) este o comună în raionul Skole, regiunea Liov, Ucraina, formată numai din satul de reședință.

## Demografie
Componența lingvistică a comunei Korciîn
     Ucraineană (100%)
Conform recensământului din 2001, toată populația comunei Korciîn era vorbitoare de ucraineană (100%).